# Eugenio Montale

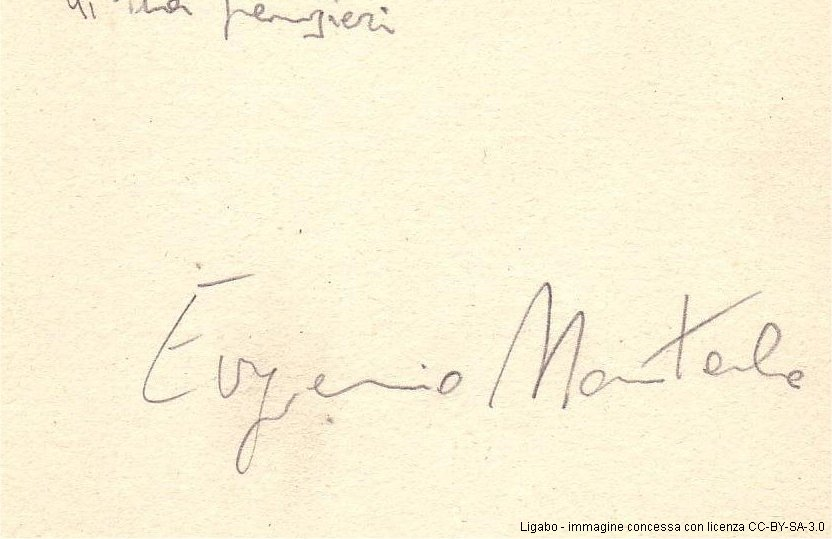
Eugenio Montale

Eugenio Montale (12. října 1896, Janov – 12. září 1981, Milán) byl italský básník, prozaik, překladatel a nositel Nobelovy ceny za literaturu z roku 1975. Je považován za jednoho z nejvýznamnějších italských básníků 20. století, V roce 1973 mu byla udělena cena "Struga Poetry Evenings" v Makedonii.

## Život
Montale se narodil v italském Janově obchodníkovi Domenicu Montalemu a jeho ženě Giuseppině Ricci. Jeho otec byl obchodník s chemickými výrobky a náčiním. Jednalo se o rodinu ze střední třídy, vedlo se jim tedy poměrně dobře. Básníkova neteř, Bianca Montale, ve své rodinné kronice Cronaca famigliare z roku 1986, líčí příslušníky své rodiny jako "citlivé, plaché lidi, se stručnou a jednoznačnou mluvou a tendencí vidět jen to nejhorší". Montale byl nejmladší ze šesti synů a často tvrdil, že neměl takové možnosti studia, jako jeho sourozenci; jeho sestra měla vysokou školu, jeho bratři byli inteligentní a úspěšní… V některých rodinách bylo tradicí, že nejmladší dítě mělo vždy nižší vzdělání.
V roce 1915 pracoval jako účetní, ale měl vášeň pro literaturu, takže často navštěvovat městskou knihovnu a účastnil se soukromých lekcí filozofie. Také studoval operní zpěv s barytonistou Ernestem Sívorim. Montale byl samouk. Inspiroval se různými lidmi, nejčastěji spisovateli, třeba básníkem a jazykovědcem Dantem Alighierim. Zabýval se studiem cizích jazyků, zejména angličtiny. Během první světové války, jako člen vojenské akademie Parma, Montale žádal, aby byl poslán na frontu. Po krátké válečné zkušenosti jako důstojník pěchoty ve Vallarsa a údolí Pustertal se vrátil domů v roce 1920.
Montale se přestěhoval do Florencie v roce 1927, kde pracovat jako editor pro vydavatele Bemporad. Spolupracoval s časopisem Solaria a počínaje rokem 1927 navštěvoval literární kavárnu Le Giubbe Rosse na náměstí Piazza della Repubblica. Tuto kavárnu navštěvoval i několikrát denně a setkával se tam se skupinu spisovatelů, třeba s Carlem Emiliem Gaddou, Arturem Loriou a Eliem Vittorinim. Montale psal pro téměř všechny důležité literární časopisy té doby. Od roku 1933 do roku 1938 měl milostný vztah s Irmou Brandeis.
Od roku 1948 až do své smrti, žil Montale v Miláně. Jako přispěvatel do Corriere della Sera jezdil i do zahraničí, třeba do Palestiny nebo za papežem Pavlem VI. Jeho poslední populární dílo neslo název La bufera e altro ("Bouře a další věci") a bylo zveřejněno v roce 1956. Později ještě vytvořil i jiná díla; Xenia (1966), Satura (1971) a Diario del '71 e del '72 (1973), ty již ale takové obliby nedosáhli. Montale zemřel v Miláně v roce 1981 ve věku 84 let.
V roce 1996 bylo objeveno ještě jedno dílo a následně pojmenováno Posmrtný deník (Diario postumo), ten sestavil Montale společně s mladou básnířkou Annalisaou Cima těsně před jeho smrtí.

## Poetické práce
Montale napsal více než deset antologických krátkých textů, dále napsal i dvě knihy literární kritiky a jednu fantasy prózu. Zabýval se i překladem do jeho rodného jazyka, takže přeložil několik poezií a próz. Vedle své hlavní záliby se věnoval i přispívání do italských novin Corriere della Sera, pro které napsal obrovské množství článků o literatuře, hudbě a umění. On také napsal předmluvu k Danteho "Božské komedii".
Svoji první básnickou sbírku Ossi di Seppia ("sépiové kosti") vytvořil v roce 1925. V ní se, mimo jiné, snažil ukázat na chyby fašismu a sám se prezentoval jako antifašista.
Dle jeho vlastních slov mu byla inspirací pro jeho díla i krajina, obzvláště ta ve Středomoří v Ligurii. Napsal zde mnoho básní, které zdůrazňují jeho osobní samotu a empatii.

## Díla
- Falsetto
- Ossi di seppia
- I limoni
- Corno inglese
- Epigramma
- Caffè a Rapallo
- Quasi una fantasia
- Vento e bandiere
- Fuscello teso dal muro
- Forse un mattino andando in un'aria di vetro
- Arsenio
- Verso Vienna
- A Liuba che parte
- Nuove stanze
- La storia